# پیندوارا
پیندوارا (به انگلیسی: Pindwara) یک منطقهٔ مسکونی در هند است که در بخش سیروهی واقع شده‌است. پیندوارا ۲۰ کیلومتر مربع مساحت و ۲۴٬۴۸۷ نفر جمعیت دارد و ۳۷۲ متر بالاتر از سطح دریا واقع شده‌است.